# Pero Moniz (Cadaval)
Pero Moniz (pré-AO 1990: Pêro Moniz) é uma povoação portuguesa do Município do Cadaval que foi sede da extinta Freguesia de Pero Moniz, freguesia que tinha 25,68 km² de área e 639 habitantes (2011), e, por isso, uma densidade populacional de 24,9 hab/km².
A Freguesia de Pero Moniz foi extinta em 2013, no âmbito de uma reforma administrativa nacional, tendo sido agregada à Freguesia de Cadaval, para formar uma nova freguesia denominada União das Freguesias de Cadaval e Pêro Moniz com a sede em Cadaval.

## População
| População da freguesia de Pêro Moniz | População da freguesia de Pêro Moniz | População da freguesia de Pêro Moniz | População da freguesia de Pêro Moniz | População da freguesia de Pêro Moniz | População da freguesia de Pêro Moniz | População da freguesia de Pêro Moniz | População da freguesia de Pêro Moniz | População da freguesia de Pêro Moniz | População da freguesia de Pêro Moniz | População da freguesia de Pêro Moniz | População da freguesia de Pêro Moniz | População da freguesia de Pêro Moniz | População da freguesia de Pêro Moniz | População da freguesia de Pêro Moniz |
| ------------------------------------ | ------------------------------------ | ------------------------------------ | ------------------------------------ | ------------------------------------ | ------------------------------------ | ------------------------------------ | ------------------------------------ | ------------------------------------ | ------------------------------------ | ------------------------------------ | ------------------------------------ | ------------------------------------ | ------------------------------------ | ------------------------------------ |
| 1864                                 | 1878                                 | 1890                                 | 1900                                 | 1911                                 | 1920                                 | 1930                                 | 1940                                 | 1950                                 | 1960                                 | 1970                                 | 1981                                 | 1991                                 | 2001                                 | 2011                                 |
| 418                                  | 462                                  | 631                                  | 632                                  | 710                                  | 740                                  | 882                                  | 1 030                                | 1 096                                | 1 031                                | 710                                  | 784                                  | 657                                  | 644                                  | 639                                  |